# (1322) Coppernicus
(1322) Coppernicus – planetoida z grupy pasa głównego planetoid okrążająca Słońce w ciągu 3 lat i 282 dni w średniej odległości 2,42 au. Została odkryta 15 czerwca 1934 roku w Landessternwarte Heidelberg-Königstuhl w Heidelbergu przez Karla Reinmutha. Nazwa planetoidy pochodzi od Mikołaja Kopernika (1473-1543), polskiego astronoma. Przed nadaniem nazwy planetoida nosiła oznaczenie tymczasowe (1322) 1934 LA.